# تویستاک، نیوجرسی
تویستاک (به انگلیسی: Tavistock) شهری در ایالت نیوجرسی کشور ایالات متحده آمریکا است که جمعیت آن در سرشماری سال ۲۰۱۰ میلادی، ۵ نفر بوده‌است.